# Dokumentationsarchiv des österreichischen Widerstandes

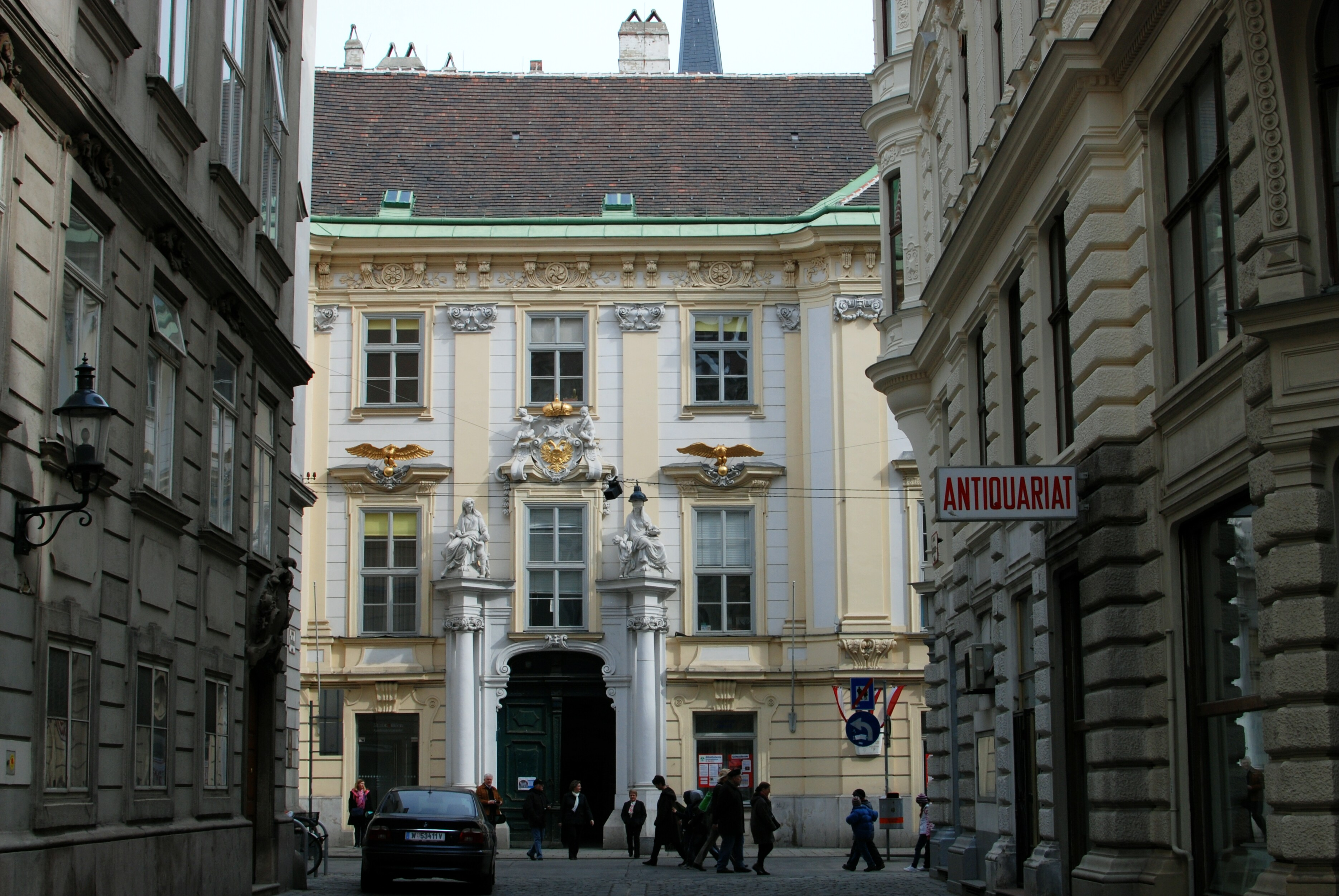
Dokumentationsarchiv des österreichischen Widerstandes (2010)

Das Dokumentationsarchiv des österreichischen Widerstandes (DÖW) ist eine Stiftung, die gemeinsam von der Republik Österreich, der Stadt Wien und dem Verein Dokumentationsarchiv getragen wird. Verein und Stiftung betreiben Informationsarbeit durch Buchveröffentlichungen und im Internet und sammeln, archivieren und werten Quellen zu folgenden Themen wissenschaftlich aus: Widerstand, Verfolgung und Exil während der Zeit des Nationalsozialismus, NS-Verbrechen, NS- und Nachkriegsjustiz, Rechtsextremismus in Österreich und Rechtsextremismus in der Bundesrepublik Deutschland, Restitution und Wiedergutmachung von NS-Unrecht. Neben Dokumentation, dem Bibliotheksbetrieb und der Archivierung findet eine regelmäßige Beratung und Betreuung von Journalisten und Studenten bei Recherchen und wissenschaftlichen Arbeiten statt. Das Archiv stand von Dezember 2004 bis April 2014 unter der wissenschaftlichen Leitung der Historikerin Brigitte Bailer-Galanda und wurde ab Mai 2014 von Gerhard Baumgartner geleitet.
Im Dezember 2022 wurde bekannt gegeben, dass Andreas Kranebitter zum Nachfolger von Gerhard Baumgartner als Leiter des DÖW bestellt wurde und sein Amt am 1. April 2023 angetreten hat.
Sitz des Archivs ist das Alte Rathaus in der Wipplingerstraße 8 in Wien.

## Geschichte
Das Dokumentationsarchiv wurde am 11. Februar 1963 u. a. von Ludwig Jedlicka, August Maria Knoll, Paul Schärf, Ludwig Soswinski, Jonny Moser und Herbert Steiner mit finanzieller Unterstützung des KZ-Verbands/VdA, genauer dem Bundesverband österreichischer Widerstandskämpfer und Opfer des Faschismus, einer 1948 gegründeten überparteilichen Organisation sowie dem Österreichischen Gewerkschaftsbund (ÖGB) und der Bank BAWAG gegründet. Die relativ späte Gründung – 18 Jahre nach Kriegsende – hat nach Darstellung des DÖW seine Ursache darin, dass das innenpolitische Klima Österreichs in den vierziger und fünfziger Jahren nicht von Widerstandskämpfern, Verfolgten, Vertriebenen und Antifaschisten, sondern von Weltkriegsteilnehmern sowie ehemaligen NS-Anhängern und NSDAP-Mitgliedern geprägt wurde. Auf die Interessen und Einstellungen dieser Kriegsgeneration nahmen die tragenden politischen Kräfte Rücksicht, sie wurden keiner geistig-politischen Entnazifizierung unterzogen, und nicht wenige ihrer Angehörigen verharrten in alten Vorstellungen und Denkmustern. Diese zahlenmäßig starken Bevölkerungsgruppen standen dem Widerstand skeptisch bis feindselig gegenüber; Widerstandskämpfer wurden als „Eidbrecher“, als „Feiglinge“ und „Verräter“, als „Verbrecher“ und „Mörder“ angesehen (bzw. nicht selten auch offen bezeichnet); der österreichische Widerstand wurde angezweifelt, bagatellisiert oder geleugnet.
Der Kolumnist Staberl kritisierte das DÖW 1971 in der Kronen Zeitung als „Dokumentationsarchiv eines in Wirklichkeit doch niemals existent gewesenen österreichischen Widerstandes“. Anerkennung fanden die Widerstandskämpfer bestenfalls in Sonntagsreden von Politikern, oder sie dienten als Argument für außenpolitische Zwecke, etwa zum Beweis für Österreichs „eigenen Beitrag zur Befreiung“ (im Sinne der Moskauer Deklaration von 1943) bei den Staatsvertragsverhandlungen mit den Alliierten.
Das DÖW und die von ihm ausgehende Widerstandsforschung entsprangen nicht der vom offiziellen Österreich vertretenen Opferthese (Österreich als erstes Opfer von Hitlers Aggressionspolitik), sondern dem Bemühen um Selbstdarstellung der Widerstandskämpfer und Verfolgten und deren Selbstbehauptung gegen Ignoranz und Verdrängung. Erst 1983 wurde neben dem privaten Verein DÖW eine Stiftung ins Leben gerufen, die von der Republik Österreich (Wissenschaftsministerium) und der Stadt Wien getragen wird. Bis heute wirken Widerstandskämpfer und NS-Opfer im DÖW mit, unter anderem auch als Zeitzeugen und bei Führungen für Jugendliche.

### Widerstand und Verfolgung
In der Anfangsphase des DÖW, unter dem Zwang des Unter-Beweis-Stellens des Widerstandes gegenüber gehässigen Anfechtungen, musste es vorerst darum gehen, seriöse archivarische und wissenschaftliche Grundlagen zu schaffen, auf denen die Widerstandsforschung aufbauen konnte. 1970 wurde mit den Arbeiten für die Reihe Widerstand und Verfolgung in den österreichischen Bundesländern begonnen, in der bislang 14 Bände (Wien, Burgenland, Oberösterreich, Tirol, Niederösterreich, Salzburg, Steiermark) erschienen sind. Später wurden diese Dokumenteneditionen durch ein Oral-history-Projekt ergänzt, von dem inzwischen über 2.600 Kassetten von 830 Interviews vorliegen und vier Bände (über die Arbeiterbewegung, das katholisch-konservative Lager, Juden und Jüdinnen sowie Kärntner Slowenen) publiziert sind.

### Holocaust, Exil
Über den politischen Widerstand hinaus hat das DÖW von Anfang an auch alle Formen der NS-Verfolgung in seiner Arbeit berücksichtigt und insbesondere zu den Themen Juden- und „Zigeuner“-Verfolgung in Österreich die ersten wissenschaftlichen Arbeiten geliefert. Erst in den achtziger Jahren wurden auch die geistig und körperlich behinderten NS-Opfer in die DÖW-Forschungsarbeiten einbezogen. Der Erkenntnis, dass die Juden und Jüdinnen die mit Abstand größte Opfergruppe sind und der Holocaust als industriell organisierter Massenmord ein singuläres Verbrechen ist, wurde insbesondere mit der Durchführung des – von der israelischen Gedenkstätte Yad Vashem initiierten – Großprojekts „Namentliche Erfassung der österreichischen Holocaustopfer“ Rechnung getragen. In den Jahren 1992 bis 2001 konnten über 62.000 österreichische Holocaustopfer von mehr als 65.000 insgesamt identifiziert werden.
Schließlich zählte auch die Erforschung des Schicksals der mehr als 130.000 1938 aus Österreich Vertriebenen von Anfang an zum Aufgabengebiet des DÖW. In der Reihe „Österreicher im Exil“ sind seit 1984 bislang Bände über Frankreich, Belgien, Spanien, Großbritannien, die USA, die Sowjetunion und Mexiko erschienen.

### Täterforschung
Im Zuge der durch die „Waldheim-Affäre“ im Jahr 1986 ausgelösten kontroversiellen zeitgeschichtlichen Auseinandersetzungen wurde das DÖW erstmals auch mit Kritik von antifaschistischer Seite konfrontiert. Das DÖW und der österreichische Widerstand wurden als Alibiaktionen, als Instrumente der Imagepflege Österreichs im Ausland hingestellt; Österreich brauche kein Dokumentationsarchiv des Widerstandes, sondern eines der Mittäterschaft oder des Nationalsozialismus. In diesen gegen die offizielle Opfertheorie gerichteten kritischen Stimmen jüngerer Antifaschisten und Historiker wurden die zweifellos vorhandenen Defizite und Versäumnisse in der Erforschung der gesamten österreichischen Zeitgeschichte dem DÖW zur Last gelegt, das als kleines Institut mit beschränkter Aufgabenstellung nicht die gesamte Geschichte des Nationalsozialismus in Österreich aufarbeiten kann.
Die Erforschung des Verhaltens der Österreicher, des Anteils der Österreicher am Nationalsozialismus und die so genannte Täterforschung sind nicht vom DÖW zu bewältigen, das aber Ansätze geleistet (z. B. Broschüre über den ehemaligen SS-Sturmbannführer und verurteilten Kriegsverbrecher Walter Reder) und mit dem vom Fonds zur Förderung der wissenschaftlichen Forschung finanzierten Projekt über die Wiener Volksgerichtsverfahren (gegen „Kriegsverbrecher“) eine wichtige Quellengrundlage erschlossen hat. Eine Publikation über österreichische NS-Verbrecher ist in Vorbereitung.

### Rechtsextremismus
In der zweiten Hälfte der 1970er Jahre begann sich das DÖW auch mit dem aktuellen Rechtsextremismus in Österreich auseinanderzusetzen, nicht zuletzt deswegen, weil Organisationen und Publikationen den Widerstand diffamierten, die Verbrechen des NS-Regimes verharmlosten oder leugneten, die Kriegsschuld des Deutschen Reiches in der Zeit des Nationalsozialismus verneinten und somit ein völlig einseitig zugunsten des Nationalsozialismus verzerrtes Geschichtsbild produzierten. 1979 wurde, in Zusammenwirken mit Mitarbeitern österreichischer Universitätsinstitute, erstmals das umfangreiche Werk „Rechtsextremismus in Österreich nach 1945“ publiziert, das bis 1981 fünf Auflagen erlebte und zu einem Standardwerk wurde.
1993 gab das DÖW ein völlig neu strukturiertes „Handbuch des österreichischen Rechtsextremismus“ heraus, das den Schwerpunkt auf die Darstellung und Analyse des organisierten Rechtsextremismus legte. Besonders intensiv ging das Werk auf die FPÖ unter Führung Jörg Haiders ein. Gerichtliche Schritte Haiders gegen das Cover des Buches, auf dem ein Porträt von ihm veröffentlicht wurde, aber auch das durch den rechtsextremen Terrorismus (vgl. Briefbombenanschläge (1993–1997) des Franz Fuchs) hervorgerufene Interesse ließen das Buch zu einem Bestseller unter wissenschaftlichen Publikationen werden, von dem mehrere Auflagen mit über 20.000 Exemplaren erschienen. Die Beschäftigung mit dem aktuellen Rechtsextremismus, insbesondere die Einbeziehung der FPÖ in das Untersuchungsfeld, hat das DÖW stärker als zuvor in politische Konflikte verstrickt. Vor allem von Seiten dieser Partei kommt es seit den späten 1980er-Jahren zu heftigen Polemiken und Attacken auf das DÖW. So wurden zum Beispiel 1991 nicht weniger als sieben parlamentarische Anfragen über angebliche „kommunistische Umtriebe“ des DÖW an Regierungsmitglieder gestellt.
Das DÖW hat dem mehrmals widersprochen und festgestellt, dass sich der von ihm vertretene Antifaschismus an der pluralistischen Demokratie und an den Menschenrechten orientiert. Mit diesem Selbstverständnis schließen Vertreter des DÖW Sympathien für diktatorische Regime jeder politischen Orientierung ebenso aus wie eine Gutheißung von Terrorismus. Dennoch wurde im November 2018 ein Gutachter im Prozess um angeblich nationalsozialistisch inspirierte Liederbücher aufgrund seiner beruflichen Tätigkeit für das DÖW und des daher bestehenden „Anscheins seiner Befangenheit“ durch das Oberlandesgericht Wien abberufen.
Die in der wissenschaftlichen Auseinandersetzung des DÖW angewandte Definition von Rechtsextremismus basiert auf der Arbeit des Klagenfurter Universitätsprofessors für Geschichte Willibald I. Holzer. Hervorgehoben wird dabei die Abgrenzung des Begriffs Rechtsextremismus von Nationalsozialismus, Neonazismus, Neofaschismus und Rechtsradikalismus. Rechtsextremismus ist demnach unter anderem durch die Berufung auf ein „Prinzip der Natur/Natürlichkeit“ gekennzeichnet, wobei, was als „natürlich“ angesehen wird, jeder Kritik oder Infragestellung entzogen wird. Umgekehrt wird alles nicht dieser „biologischen“ Ideologie Entsprechende als „widernatürlich“ diffamiert. Im Zentrum dieser „natürlichen“ Ordnung steht das „Volk“ und die „Volksgemeinschaft“, die als patriarchalisch-hierarchisch gegliederte Idylle der modernen Industriegesellschaft gegenübergestellt wird. Die Bedeutung des Individuums, das den ihm entsprechenden Platz in dieser Ordnung zugewiesen bekommt, ergibt sich dabei aus seinen Verpflichtungen gegenüber der Ganzheit der „Volksgemeinschaft“. Der Staat hat in diesem System nach innen wie auch nach außen Stärke zu demonstrieren. Seine Legitimation erhält er auf Basis „völkischer“ Gesichtspunkte, Volk und Führung bilden eine idealisierte Einheit. Stört jemand diese Harmonie, wird das als „widernatürlich“ betrachtet, woraus sich der ideologische Gegensatz zum Pluralismus parlamentarischer Demokratien ebenso ergibt wie zu Sozialdemokratie, Liberalismus, Kommunismus, Emanzipationsbestrebungen benachteiligter Gruppen und Gewerkschaftsbewegungen.
Außerhalb der eigenen „Volksgemeinschaft“ Stehendes, also der oder das „Fremde“, wird dem eigenen Wir-Gefühl gegenübergestellt und muss von der Gemeinschaft ferngehalten werden. Aus diesem Ethnozentrismus ergibt sich die Propagierung des Ethnopluralismus, nach dem jede „Volksgemeinschaft“ ihr eigenes Territorium bewohnen soll und eine Durchmengung als Bedrohung empfunden wird (vgl. „Umvolkung“, „Überfremdung“). Eng mit diesen biologistischen Konzepten verbunden ist die Ausgrenzung von Gruppen, die als Sündenböcke instrumentalisiert werden (z. B. Ausländer, sprachliche oder religiöse Minderheiten, Politiker anderer Parteien). Sie dienen zur Entlastung und zur Integration nach innen, indem gesellschaftlich und ökonomisch begründete Ängste auf die „Anderen“ abgelenkt werden. Statt rationaler Analysen werden Verschwörungstheorien zur Erklärung etwa der negativen Folgen des sozialen Wandels herangezogen.
Holzer nennt weiters die „nationalisierende Geschichtsbetrachtung“ als wesentliches Element rechtsextremer Ideologie. Aus dem Deutschnationalismus ergibt sich demnach, dass das deutsche Volk nicht nur ein zu verteidigender Wert, sondern die Deutschen unter allen Völkern eines der besten, wenn nicht das beste, seien. Aus dieser Sichtweise lassen sich die Verbrechen, die in der Vergangenheit vorgeblich im Namen des deutschen Volkes begangen wurden, schwer eingestehen. Die Gewaltverbrechen in der Zeit des Nationalsozialismus werden verharmlost und geleugnet, hingegen die als positiv betrachteten Seiten hervorgehoben (Autobahnbau, Kinderbeihilfen, Beschäftigungspolitik u. Ä.). Die Geschichte selbst wird zum Gegenstand des „Revisionismus“ (so die Selbstbezeichnung; vgl. Geschichtsrevisionismus), in dem als einer der zentralen Punkte die Leugnung des Holocaust betrieben wird. Andere Aspekte umfassen etwa die Glorifizierung des „edlen“ deutschen Landsers.

### Revisionismus
Das DÖW setzt sich seit den 1990er Jahren auch mit dem Geschichtsrevisionismus auseinander, da bei Lehrern und Schülern merkbare Verunsicherungen eingetreten seien. Nach einer kleineren Broschüre über den österreichischen Gaskammern-Leugner Emil Lachout wurde 1991 in Zusammenarbeit mit dem Unterrichtsministerium die Publikation „Amoklauf gegen die Wirklichkeit“ herausgebracht, die auf zahlreiche Argumentationsmuster von Revisionisten, bis hin zu chemischen Gutachten, eingeht und die Manipulations- und Fälschungstechniken von Fred A. Leuchter, des Neonazis Robert Faurisson, des Holocaustleugners David Irving und anderen aufzeigt.
1995 erschien eine völlig überarbeitete, um deutsche Bezüge erweiterte Fassung unter dem Titel: „Wahrheit und ‚Auschwitzlüge‘“. Insbesondere im Zusammenhang mit der neonazistischen Geschichtspropaganda hat das DÖW immer wieder auf die Anwendung der einschlägigen österreichischen Gesetze und damit die strafrechtliche Verfolgung von NS-Wiederbetätigern gedrängt und die Verschärfung bestehender Gesetze gefordert. Diese auch vom Holocaust-Überlebenden und in der Öffentlichkeit als „Nazijäger“ bekannten Simon Wiesenthal maßgeblich getragenen Bemühungen führten 1992 zu einer Novellierung des NS-Verbotsgesetzes, durch die nun jede Leugnung, Verharmlosung, Rechtfertigung oder Verherrlichung des NS-Völkermordes unter Strafe gestellt ist. Führende österreichische Neonazis wie Gottfried Küssel und Hans Jörg Schimanek jun. wurden in der Zwischenzeit zu langjährigen Haftstrafen (elf bzw. acht Jahre Gefängnis) verurteilt.

### Archiv und Bibliothek
Der Aufbau einer Bibliothek und deren Ausbau zu einer Fachbibliothek sowie die Erweiterung und fachliche Betreuung der Archivbestände, insbesondere um verschiedene Sammlungen, erfolgte vor allem durch Herbert Exenberger, der von 1970 bis zu seiner Pensionierung 2003 als Bibliothekar für das DÖW tätig war. Exenberger war an mehreren Forschungsprojekten und Veröffentlichungen des DÖW beteiligt und publizierte auch selbst zu zeitgeschichtlichen Themen. Im Zuge der oben angeführten Forschungsprojekte sind die Archiv- und Bibliotheksbestände des DÖW beträchtlich angewachsen; zu den Sammlungen zählen:
- Archiv: ca. 320 Laufmeter, davon ca. 104 Laufmeter EDV-mäßig erfasst;
- Spezialsammlungen über Österreicher im Spanischen Bürgerkrieg sowie im KZ Ravensbrück;
- Fotosammlung: rund 10.600 Nummern mit ca. 42.000 Fotos;
- Bibliothek: rund 38.000 Titel, 350 laufende Zeitschriften;
  - Bibliothek der Fédération Internationale des Résistants mit 5.000 Bänden (europäischer Widerstand);
  - Judaica-Sammlung mit 2.500 Bänden;
- Zeitungsausschnittearchiv;
  - Österreich-Sammlung aus englischen, US-amerikanischen und kanadischen Publikationen;
- Sammlung von Flugblättern, Broschüren, Zeitungen aus dem Untergrund 1934–1945: ca. 10.000 Exemplare;
- Sammlung Rechtsextremismus (Zeitschriften, Publikationen, Zeitungsausschnitte etc.);
- Plakatsammlung: ca. 3.500 Stück – enthält den verschollen geglaubten Österreich-Teil der Sammlung Rhese;[32]
- weiters Kollektionen von Interviewkassetten, Mikrofilmen und -fiches sowie Museumsgegenständen.

### Aufklärung und Information
Ein weiteres Aufgabengebiet sieht das DÖW in Aufklärungs- und Informationsarbeit, insbesondere für Jugendliche und Schüler. In Zusammenarbeit mit dem Bundesministerium für Bildung, Wissenschaft und Kultur sowie vielen Schulen und Lehrer werden Aktivitäten, wie Erstellung von Lehrmaterialien, Zeitzeugengespräche, Veranstaltungen, Schülerwettbewerbe und Ausstellungen durchgeführt. Private Sponsoren wie Joseph und Mary Buttinger (New York) und Ernest Goldblum (Florida) ermöglichten die Förderung von wissenschaftlichen und pädagogischen Projekten.
Die Gründer des DÖW verstanden die Dokumentation des österreichischen Widerstandes von Anfang an als gemeinsame Aufgabe aller demokratischen Kräfte Österreichs. Kuratorium, Vorstand und Mitarbeiter rekrutieren sich aus jenen politischen und weltanschaulichen Gruppen, die am Widerstand beteiligt waren und Opfer von Verfolgungen wurden. Die gemeinsame Grundhaltung sei, dass alles getan werden muss, um nazistische und rassistische Strömungen zu bekämpfen. Nach Auskunft des DÖW werde eine Zusammenarbeit praktiziert, die von den Veränderungen und Kontroversen der österreichischen Innenpolitik unbeeinflusst ist.
Im November 2024 hat das DÖW erstmals ein Rechtsextremismus-Barometer erstellt, wo in einer repräsentativen Befragung die Einstellungen der österreichischen Bevölkerung abgefragt wurde. Die Befragung wurde im April und Mai 2024 unter der Beteiligung von 2.198 Personen vom Institut marketagent online durchgeführt. Etwa zehn Prozent zeigten klar rechtsextreme Einstellungen und auch der israelbezogene Antisemitismus habe laut dem DÖW-Leiter Andreas Kranebitter zugenommen. Über ein Drittel (36 Prozent) vertritt laut dem Barometer die bedenkliche Haltung, keine muslimischen Nachbarn zu wollen. In ihrer Gesamtheit betrachtet sind laut dem DÖW-Leiter, die Studienergebnisse kein Anlass für Alarmismus, jedoch dürfe man die Gefahr vom Rechtsextremismus in Österreich nicht unterschätzen.
Im Jänner 2025 erschien erstmals seit mehr als 20 Jahren der sogenannte Rechtsextremismusbericht, der vom DÖW erarbeitet und präsentiert wurde. Er bildete wesentliche Themen und Personen im rechtsextremen Spektrum ab. Die FPÖ kam in dem knapp 200-seitigem Rechtsextremismusbericht 231-mal vor. Im Zuge der Koalitionsverhandlungen mit der ÖVP forderte die FPÖ im Februar 2025 die Abschaffung des Berichtes.
Er beinhaltet neben dem Jahr 2023 auch die Jahre 2020 bis 2022, der sich unter anderem in folgende Kapiteln gliedert: „Neonazismus“, „Deutschnationales Vereinswesen“, „Neue Rechte“, „Rechtstendenziöse Subkulturen“, „Rechtsextreme Publikzistik“ wie AUF1 und „(Post-)Migrantische Nationalismsen und Rechtsextremismen“, wozu etwa die Grauen Wölfe zählen. Unter anderem wird darin darauf verwiesen, dass der Antisemitismus nicht erst seit der in manchen Teilen der Welt nach dem Holocaust erfolgten Diskreditierung seiner explizitesten Formen reich an codierten Begriffen für seine Feindbilder sei. Statt von den „Bankenjuden“ sei von der „internationalen Hochfinanz“ die Rede, statt von „jüdischer Weltverschwörung“ vom Einfluss der „Ostküste“, von „Zionist Occupied Governments“ („ZOGs“), „USrael“ oder, in den letzten Jahren besonders häufig: von den „Globalisten“.

## Wissenschaftliche Leiter
- 1963–1983: Herbert Steiner
- 1983–2004: Wolfgang Neugebauer
- 2004–2014: Brigitte Bailer-Galanda
- 2014–März 2023: Gerhard Baumgartner
- ab April 2023: Andreas Kranebitter

## Vorstand
Kuratorium, Vorstand und Mitarbeiter kamen ursprünglich insbesondere aus jenen politischen und weltanschaulichen Gruppen, die am Widerstand beteiligt waren und Opfer von Verfolgungen wurden. Der Vorstand setzt sich wie folgt zusammen.
| Präsident:                   | Michael Häupl          | SPÖ   | ehem. Bürgermeister der Stadt Wien |
| Vizepräsidenten              | Werner Anzenberger     | SPÖ   | Jurist und Historiker |
|                              | Albert Dlabaja         |       | Obmann von Österreichische KZ-Vereinigung Buchenwald                                                                                     |
|                              | Gerhard Kastelic       | ÖVP   | ÖVP-Kameradschaft der Verfolgten |
|                              | Claus J. Raidl         |       | Präsident des Generalrates der Österreichischen Nationalbank                                                                             |
| Kassier:                     | Brigitte Bailer        |       | wissenschaftliche Leiterin des DÖW |
| Kassier-Stv.:                | Helmut Wohnout         | ÖVP   | Historiker und Ministerialbeamter |
| Weitere Vorstandsmitglieder: | Edith Beinhauer        |       | Orden der Franziskanerinnen von der christlichen Liebe                                                                                   |
|                              | Ernst Berger           |       | Universitätsprofessor, MedUni Wien |
|                              | Oskar Deutsch          |       | Präsident Israelitische Kultusgemeinde Wien (IKG)                                                                                        |
|                              | Hubert Christian Ehalt |       | Referent der Stadt Wien (MA 7) für die Förderung von Wissenschaft und Forschung                                                          |
|                              | Markus Figl            | ÖVP   | Bezirksvorsteher des 1. Wiener Gemeindebezirks                                                                                           |
|                              | Barbara Glück          |       | Leiterin der KZ-Gedenkstätte Mauthausen                                                                                                  |
|                              | Gabriella Hauch        |       | Historikerin |
|                              | Clemens Jabloner       |       | Präsident des Verwaltungsgerichtshofes                                                                                                   |
|                              | Heinrich Keller        | SPÖ   | Abgeordneter zum Nationalrat |
|                              | Markus Kroiher         | ÖVP   | Mitarbeiter des BMF, ehem. Landesobmann der JVP Wien                                                                                     |
|                              | Hannah Lessing         |       | Generalsekretärin des Nationalfonds der Republik Österreich für Opfer des Nationalsozialismus                                            |
|                              | Willi Mernyi           | SPÖ   | Vorsitzender Mauthausen Komitee Österreich                                                                                               |
|                              | Ariel Muzicant         | SPÖ   | ehemaliger Präsident Israelitische Kultusgemeinde Wien (IKG)                                                                             |
|                              | Wolfgang Neugebauer    |       | Historiker |
|                              | Bertrand Perz          |       | Sekretär der Forschungsgemeinschaft zur Geschichte des Nationalsozialismus                                                               |
|                              | Rudolf Schicker        | SPÖ   | ehem. Stadtrat der Stadt Wien |
|                              | Gerhard Schmid         | SPÖ   | Abg. zum Wiener Landtag und Gemeinderat                                                                                                  |
|                              | Kurt Scholz            | SPÖ   | OSR, ehemaliger Restitutionsbeauftragter der Stadt Wien                                                                                  |
|                              | Terezija Stoisits      | Grüne | ehem. Abgeordnete zum Nationalrat und Vorsitzende Wiener Wiesenthal Institut für Holocaust-Studien                                       |
|                              | Manfred Wirtitsch      |       | Leiter der Abt. Unterrichtsprinzipien und überfachliche Kompetenzen im Bundesministerium für Bildung, Wissenschaft und Forschung (BMBWF) |
| Wissenschaftlicher Leiter:   | Andreas Kranebitter    |       | |
| Kontrolle:                   | Eva Blimlinger         | Grüne | Abgeordnete zum Nationalrat |
|                              | Harald Ludwig          | SPÖ   | Vizebürgermeister von St. Pölten |
|                              | Richard Schmitz        | ÖVP   | ehemaliger Bezirksvorsteher des 1. Wiener Gemeindebezirks                                                                                |

## Inhaltliche Schwerpunkte
Widerstand und Verfolgung, Exil, NS-Verbrechen, insbesondere Holocaust und NS-Medizinverbrechen, NS- und Nachkriegsjustiz, Rechtsextremismus nach 1945, Restitution und „Wiedergutmachung“ nach 1945. Daneben besteht unter anderem eine Zusammenarbeit mit dem Verein „Memorial Österreich“, der sich um die Aufarbeitung des Schicksals der österreichischen Stalin-Opfer bemüht.

## Tätigkeitsschwerpunkte
Sammlung, Archivierung und wissenschaftliche Auswertung thematisch relevanter Quellen. Archiv- und Bibliotheksbetrieb mit Beratungs- und Betreuungstätigkeit für Studenten, Journalisten u. a. Ebenfalls im Mittelpunkt steht die Aufklärungs- und Informationsarbeit insbesondere für Jugendliche und Schüler, aber auch auf dem Gebiet der Erwachsenenbildung (Erstellung von Lehrmaterialien, Zeitzeugengespräche, Ausstellungen, Führungen etc.).

## Projekte
Das DÖW initiiert und betreut Projekte mit folgenden Schwerpunkten:

### Widerstand und Verfolgung
- Namentliche Erfassung der Opfer politischer Verfolgung 1938–1945
- Zeitzeugenprojekt Konzentrationslager Mauthausen: Mauthausen Survivors Documentation Project[40]
- Gedenken und Mahnen in Wien,[41][42] Niederösterreich, in der Steiermark und im Burgenland
- Widerstand und Verfolgung in der Steiermark
- Zur Nazifizierung der Strafjustiz in Österreich 1938–1945
- Hochverrat, Landesverrat, Wehrkraftzersetzung – Politische NS-Strafjustiz in Österreich und Deutschland
- Im Visier von Gestapo und NKWD. Fallschirmagenten der UdSSR im Zweiten Weltkrieg (2002 abgeschlossen)
- Opfer des Terrors der NS-Bewegung in Österreich 1933–1938
- Spanienarchiv: ÖsterreicherInnen für Spaniens Freiheit 1936–1939

### Holocaust
- Namentliche Erfassung der österreichischen Holocaustopfer in einer abrufbaren Datenbank (2001 vorläufig abgeschlossen),[43][44] („Endbericht“, 1997)[45]
- Gedenkbuch österreichischer Juden in Theresienstadt[46]

### NS-Medizinverbrechen
- Anstaltspsychiatrie und Massenmord, Die Vernichtung von PatientInnen aus Wiener psychiatrischen Anstalten im Rahmen der „Aktion T4“
- Medizin, „Volk“ und „Rasse“. Gesundheits- und Wohlfahrtspolitik in Wien 1938 bis 1945
- Der Krieg gegen die „Minderwertigen“: Zur Geschichte der NS-Medizin in Wien[47]
- Eugenik, Prävention und Volksgesundheit. Transformationen des Wiener öffentlichen Gesundheitsdienstes 1930–1960 (2004 abgeschlossen)
- Erfassung der Spiegelgrund-Opfer (2002 abgeschlossen)
- Erarbeitung der wissenschaftlichen Grundlagen über die NS-Euthanasie in Hartheim 1940–1945 (2001 abgeschlossen)

### Exil
- Biographisches Handbuch der österreichischen Opfer des Stalinismus (bis 1945)
- ÖsterreicherInnen im Exil. Die La Plata-Staaten Argentinien, Uruguay, Paraguay 1934–1945 (2004 abgeschlossen)
- Österreicher im Exil. Mexiko 1938–1947 (2002 abgeschlossen)

## Publikationen
Das Dokumentationsarchiv des österreichischen Widerstandes hat eine Reihe von Publikationen zu folgenden Themen herausgebracht:
- Rechtsextremismus und „Revisionismus“
- Widerstand und Verfolgung 1934–1945
- Exil
- Holocaust
- Nachkriegsjustiz
- Kataloge
- Jahrbücher und sonstigen Themen

Weitere DÖW-Publikationen im Einzelnen:
- Christine Schindler (Red.): Schwerpunkt: Vermittlungsarbeit mit Jugendlichen und Erwachsenen. Dokumentationsarchiv des Österreichischen Widerstandes, Jahrbuch 2010. Dokumentationsarchiv des Österreichischen Widerstandes, Wien 2010, ISBN 978-3-901142-56-7.[48]
- Rudolf Agstner, Gertrude Enderle-Burcel, Michaela Follner; Dokumentationsarchiv des Österreichischen Widerstandes (Hrsg.): Österreichs Spitzendiplomaten zwischen Kaiser und Kreisky. Biographisches Handbuch der Diplomaten des Höheren Auswärtigen Dienstes 1918 bis 1959. Dokumentationsarchiv des Österreichischen Widerstandes, Wien 2009, ISBN 978-3-902575-23-4.
- Martin Niklas: „… die schönste Stadt der Welt“. Österreichische Jüdinnen und Juden in Theresienstadt. Schriftenreihe des Dokumentationsarchivs des Österreichischen Widerstandes zur Geschichte der NS-Gewaltverbrechen, Band 7. Dokumentationsarchiv des Österreichischen Widerstandes, Wien 2009, ISBN 978-3-901142-55-0. (Teilweise zugleich: Martin Niklas: Österreichische Jüdinnen und Juden in Theresienstadt. Diplomarbeit. Universität Wien, Wien 2007, OBV.)
- Christine Schindler (Red.): Schwerpunkt: Bewaffneter Widerstand – Widerstand im Militär. Dokumentationsarchiv des Österreichischen Widerstandes, Jahrbuch 2009. Literaturverlag, Wien u. a. 2009, ISBN 978-3-643-50010-6.
- Andreas Peham (Red.) u. a.: Schwerpunkt: Antisemitismus. Dokumentationsarchiv des Österreichischen Widerstandes, Jahrbuch 2008. Literaturverlag, Wien u. a. 2008, ISBN 978-3-7000-0802-6, ISBN 978-3-8258-1181-5.[49]
- Christine Schindler (Red.): Bewahren – Erforschen – Vermitteln. Das Dokumentationsarchiv des Österreichischen Widerstandes. Dokumentationsarchiv des Österreichischen Widerstandes, Wien 2008, ISBN 978-3-901142-54-3.[50]
- Claudia Kuretsidis-Haider (Hrsg.): „Mit dem Tod bestraft“. Historische und rechtspolitische Aspekte zur Todesstrafe in Österreich im 20. Jahrhundert und der Kampf um ihre weltweite Abschaffung. 1. Auflage. Zentrale österreichische Forschungsstelle Nachkriegsjustiz, Wien 2008, OBV.
- Brigitte Bailer-Galanda (Red.): Katalog zur permanenten Ausstellung. Braintrust – Verlag für Weiterbildung, Wien 2006, ISBN 3-901116-25-7.
- Widerstand gegen die Naziherrschaft am I. Chemischen Institut der Universität Wien. Gedenkveranstaltung, Donnerstag, 7. April 2005, 16 Uhr im Hörsaal II der Chemischen Institute, Universität Wien, Währinger Straße 42, Ausstellung historischer Dokumente ab 4. April beim Hörsaal II. 2005, OBV.
- Schriftenreihe des Dokumentationsarchivs des österreichischen Widerstandes zu Widerstand, NS-Verfolgung und Nachkriegsaspekten. Jänner 2004, erscheint unregelmäßig. Lit-Verlag, Wien, OBV.
- Christa Mehany-Mitterrutzner (Red.): 40 Jahre Dokumentationsarchiv des österreichischen Widerstandes 1963–2003. 2003, ISBN 3-901142-50-9.
- Claudia Kuretsidis-Haider (Hrsg.): Keine „Abrechnung“. NS-Verbrechen, Justiz und Gesellschaft in Europa nach 1945. Akademische Verlagsanstalt, Leipzig/Wien 1998, ISBN 3-901142-37-1, ISBN 3-931982-06-8.
- Schriftenreihe des Dokumentationsarchivs des Österreichischen Widerstandes zur Geschichte der NS-Gewaltverbrechen. Nachgewiesen März 1998 –, erscheint unregelmäßig, OBV.
- Brigitte Bailer-Galanda (Hrsg.): Das Netz des Hasses – rassistische, rechtsextreme und neonazistische Propaganda im Internet. 1. Auflage. Deuticke, Wien 1997, ISBN 3-216-30329-2.
- Brigitte Bailer-Galanda, Wolfgang Neugebauer: … ihrer Überzeugung treu geblieben. Rechtsextremisten, „Revisionisten“ und Antisemiten in Österreich. 1996, ISBN 3-901142-29-0.
- Strategien gegen den Rechtsextremismus. Symposion vom 26. November 1993. Augustin, Innsbruck 1994, OBV.
- Briefe aus dem Gefängnis. Die Kassiber-Sammlung Elfriede Hartmann des DÖW. Sonderausstellung, 4. März bis 30. April 1992. 1992, OBV.
- Ernst Degasperi: Salz der Erde – Licht der Welt. Passion der Ordensschwester M. Restituta (Ausstellung: Dokumentationsarchiv des Österreichischen Widerstandes (DÖW), 30. Oktober bis inkl. 17. Dezember 1992), Zyklus. 1992, OBV.
- Elisabeth Klamper: Archives of the Holocaust. 1991, ISBN 0-8240-5578-0.
- Paul Grosz: Justiz und nationalsozialistische Wiederbetätigung. Protokoll der gleichnamigen Tagung am 15. Mai 1990 in Wien. 1991, ISBN 3-901142-03-7.
- Franz Hiesel, Hubert Pfoch: Im Strom der Zeit. Hubert Pfoch, Beschreibung eines Ottakringers zu seinem 70. Geburtstag – unter Verwendung von Tagebüchern und Dokumenten, nach persönlichen Gesprächen und Informationen. 1990, OBV.
- Wolfgang Neugebauer (Hrsg.): Österreicher und der Zweite Weltkrieg. Österreichischer Bundesverlag, Wien 1989, ISBN 3-215-07350-1.
- Siegwald Ganglmair: Wien 1938. 11. März bis 30. Juni 1988, Rathaus, Volkshalle. Österreichischer Bundesverlag, Wien 1988, ISBN 3-215-07022-7.
- Mary Steinhauser (Hrsg.): Totenbuch Theresienstadt – damit Sie nicht vergessen werden. Erweiterte Ausgabe. Junius, Wien 1987, ISBN 3-900370-91-5.
- Brigitte Bailer-Galanda (Hrsg.): Für Spaniens Freiheit. Österreicher an der Seite der Spanischen Republik 1936–1939. Eine Dokumentation. Österreicher im Exil. Österreichischer Bundesverlag, Wien 1986, ISBN 3-215-06424-3, ISBN 3-215-06425-1.
- Ludwig Reichhold (Hrsg.): Kampf um Österreich. Die Vaterländische Front und ihr Widerstand gegen den Anschluß 1933–1938. Eine Dokumentation. 2. Auflage. Österreichischer Bundesverlag, Wien 1985, ISBN 3-215-05466-3.
- Hermann Dworczak, Peter Eppel: Der österreichische Freiheitskampf. 25 Blätter mit nachgedruckten Photos, Dokumenten, Flugblättern und Zeitungen über Verfolgung und Widerstand von Österreichern 1934–1945. Österreichischer Bundesverlag, Wien 1984, ISBN 3-215-05715-8.
- Helmut Konrad (Hrsg.), Herbert Steiner: Arbeiterbewegung – Faschismus – Nationalbewußtsein. Festschrift zum 20jährigen Bestand des Dokumentationsarchivs des Österreichischen Widerstandes und zum 60. Geburtstag von Herbert Steiner. Europaverlag, Wien 1983, ISBN 3-203-50829-X.
- Franz Pichler (Hrsg.): Dokumentationsarchiv des österreichischen Widerstandes. Bedeutung, Entwicklung, Tätigkeit. Bundesministerium für Wissenschaft und Forschung, Wien 1982, OBV.
- Jahrbuch. Nachgewiesen 1982–, erscheint jährlich, OBV.
- Am Beispiel der ANR. Neonazismus in Österreich. 1981, OBV.
- Der österreichische Freiheitskampf 1934–1945. 1979, OBV.
- Helene Maimann (Red.), Bruno Kreisky: Österreicher im Exil 1934 bis 1945. Protokoll des Internationalen Symposiums zur Erforschung des Österreichischen Exils von 1934 bis 1945, abgehalten vom 3. bis 6. Juni 1975 in Wien. Österreichischer Bundesverlag, Wien 1977, ISBN 3-215-02390-3.
- Herbert Steiner (Red.): Festschrift 10 Jahre Dokumentationsarchiv des Österreichischen Widerstandes. 1975, OBV.
- Herbert Steiner (Red.): Festschrift 10 Jahre Dokumentationsarchiv des Österreichischen Widerstandes. 1973, OBV.
- Mitteilungen. Jänner 1972–, erscheint unregelmäßig, OBV.
- Katalog. März 1966 – November 1979, erscheint unregelmäßig, OBV.
- Kataloge des DÖW. Neue Reihe Jänner 1996–, erscheint unregelmäßig, OBV.
- Rosa Breuer: Helden wieder modern? – nach 20 Jahren (dem Gedenken an Ernst Kirchweger gewidmet). Jugend und Volk, Wien 1965, OBV.
- Katalog der Archivbestände. Jänner 1963 – Februar 1963, erscheint unregelmäßig, OBV.
- Sondernummer der „Mitteilungen. Dokumentationsarchiv des österreichischen Widerstandes“. o. J., OBV.

## Sonstige Literatur
- Jürgen Finger (Red.) u. a.: Vom Recht zur Geschichte. Akten aus NS-Prozessen als Quellen der Zeitgeschichte. Vandenhoeck & Ruprecht, Göttingen 2009, ISBN 978-3-525-35500-8.[51]
- Kilian Franer, Ulli Fuchs (Hrsg.): Erinnern für die Zukunft. Ein Projekt zum Gedächtnis an die Mariahilfer Opfer des NS-Terrors. Echomedia-Verlag, Wien 2009, ISBN 978-3-902672-18-6.[52]
- Peter Larndorfer: Gedächtnis und Musealisierung. Die Inszenierung von Gedächtnis am Beispiel der Ausstellung „Der Österreichische Freiheitskampf 1934–1945“ im Dokumentationsarchiv des österreichischen Widerstandes 1978–2005. Diplomarbeit. Universität Wien, Wien 2009, OBV[53]